# Calcio Catania 1972-1973
Questa voce raccoglie le informazioni riguardanti il Calcio Catania nelle competizioni ufficiali della stagione 1972-1973.

## Stagione
Nella Stagione 1972-1973 Angelo Massimino, sempre nell'occhio del ciclone per i risultati altalenanti e i modi spicci, mette in scena la sua quarta stagione alla guida del Catania, in panchina siede ancora Carmelo Di Bella. Dopo una lunga militanza Baisi, Pereni e Bonfanti dicono addio alla gloriosa casacca, mentre giungono ai piedi dell'Etna il terzino Giovanni Simonini dal Modena, dalla Fiorentina arriva il difensore Pietro Ghedin, dal Vicenza l'ala Claudio Turchetto, dal Novara la punta Giovanni Picat Re, dal Pescara il centrocampista Valerio Majo. Il bilancio del campionato etneo sarà in chiaroscuro, quinto posto con 43 punti, 14 partite vinte, 15 quelle perse, 9 i pareggi, questa la radiografia di una stagione solo a tratti esaltante. In attacco si ripete come l'anno precedente con 10 reti Francesconi, bene la difesa con 20 reti subite risulta la migliore del campionato cadetto, torneo che promuove Genoa, Cesena e Foggia in Serie A.

## Rosa

L'ala Giovanni Picat Re, neoacquisto della stagione.

| N. |                   | Ruolo | Calciatore         |
| -- | ----------------- | ----- | ------------------ |
|    | Italia (bandiera) | C     | Giorgio Bernardis  |
|    | Italia (bandiera) | C     | Riccardo Caruso    |
|    | Italia (bandiera) | A     | Francesco Colombo  |
|    | Italia (bandiera) | A     | Vito D'Amato       |
|    | Italia (bandiera) | C     | Romano Fogli       |
|    | Italia (bandiera) | A     | Fulvio Francesconi |
|    | Italia (bandiera) | A     | Giovanni Gavazzi   |
|    | Italia (bandiera) | D     | Pietro Ghedin      |
|    | Italia (bandiera) | D     | Carlo Guasti       |
|    | Italia (bandiera) | D     | Stefano Lausdei    |
|    | Italia (bandiera) | D     | Dante Lodrini      |

| N. |                   | Ruolo | Calciatore        |
| -- | ----------------- | ----- | ----------------- |
|    | Italia (bandiera) | D     | Paolo Montanari   |
|    | Italia (bandiera) | P     | Luigi Muraro      |
|    | Italia (bandiera) | A     | Giovanni Picat Re |
|    | Italia (bandiera) | P     | Rino Rado         |
|    | Italia (bandiera) | A     | Fernando Scarpa   |
|    | Italia (bandiera) | D     | Giovanni Simonini |
|    | Italia (bandiera) | D     | Ubaldo Spanio     |
|    | Italia (bandiera) | A     | Claudio Turchetto |
|    | Italia (bandiera) | C     | Paolo Vegni       |
|    | Italia (bandiera) | A     | Domenico Ventura  |
|    | Italia (bandiera) | C     | Angelo Volpato    |

## Risultati

### Serie B

#### Girone di andata
| Arbitro: | Casarin (Milano) |

|  |           |                 |
|  | Marcatori | 75’ Francesconi |

| Arbitro: | Reggiani (Bologna) |

|                 |           |             |
| Francesconi 24’ | Marcatori | 28’ Guerini |

| Arbitro: | Michelotti (Parma) |

|                                   |           |  |
| Colautti 73’ (rig.) Campanini 86’ | Marcatori |  |

| Arbitro: | Menegali (Roma) |

|             |           |  |
| D'Amato 24’ | Marcatori |  |

| Reggio Emilia 15 ottobre 1972 5ª giornata | Reggiana       | 0 – 0 | Catania | Stadio Mirabello\| Arbitro: \| Trono (Torino) \| |
| Arbitro:                                  | Trono (Torino) |       |         |                                                  |

| Arbitro: | Prati (Parma) |

|                 |           |  |
| Francesconi 39’ | Marcatori |  |

| Taranto 29 ottobre 1972 7ª giornata | Taranto          | 0 – 0 | Catania | Stadio Salinella\| Arbitro: \| Benedetti (Roma) \| |
| Arbitro:                            | Benedetti (Roma) |       |         |                                                    |

| Arbitro: | Carminati (Milano) |

|             |           |  |
| Braglia 23’ | Marcatori |  |

| Arbitro: | Gialluisi (Barletta) |

|                 |           |  |
| Francesconi 81’ | Marcatori |  |

| Arbitro: | Branzoni (Pavia) |

|           |           |  |
| Urban 86’ | Marcatori |  |

| Arbitro: | Vannucchi (Bologna) |

|                         |           |  |
| D'Amato 43’ Volpato 62’ | Marcatori |  |

| Arbitro: | Bernardis (Latina) |

|             |           |  |
| D'Amato 47’ | Marcatori |  |

| Lecco 10 dicembre 1972 13ª giornata | Lecco                      | 0 – 0 | Catania | Stadio Mario Rigamonti\| Arbitro: \| Trinchieri (Reggio Emilia) \| |
| Arbitro:                            | Trinchieri (Reggio Emilia) |       |         |                                                                    |

| Arbitro: | Barbaresco (Cormons) |

|            |           |  |
| Ghedin 49’ | Marcatori |  |

| Bari 24 dicembre 1972 15ª giornata | Bari                | 0 – 0 | Catania | Stadio della Vittoria\| Arbitro: \| Panzino (Catanzaro) \| |
| Arbitro:                           | Panzino (Catanzaro) |       |         |                                                            |

| Arbitro: | Martinelli (Catanzaro) |

|                 |           |  |
| Francesconi 35’ | Marcatori |  |

| Arbitro: | Ciacci (Firenze) |

|              |           |                |
| Picat Re 51’ | Marcatori | 85’ Massimelli |

| Arbitro: | Motta (Monza) |

|             |           |               |
| Perotti 28’ | Marcatori | 67’ Bernardis |

| Catania 21 gennaio 1973 19ª giornata | Catania         | 0 – 0 | Brindisi | Stadio Cibali\| Arbitro: \| Giunti (Arezzo) \| |
| Arbitro:                             | Giunti (Arezzo) |       |          |                                                |

#### Girone di ritorno
| Catania 4 febbraio 1973 20ª giornata | Catania        | 0 – 0 | Reggina | Stadio Cibali\| Arbitro: \| Monti (Ancona) \| |
| Arbitro:                             | Monti (Ancona) |       |         |                                               |

| Arbitro: | Michelotti (Parma) |

|             |           |  |
| Nardoni 82’ | Marcatori |  |

| Arbitro: | Bernardis (Latina) |

|  |           |                     |
|  | Marcatori | 68’ (rig.) Colautti |

| Arbitro: | Trono (Torino) |

|                               |           |                          |
| G. Cattaneo 26’ Luteriani 82’ | Marcatori | 9’ Colombo 80’ Turchetto |

| Arbitro: | Cantelli (Firenze) |

|                                   |           |  |
| Francesconi 29’, 83’ Picat Re 75’ | Marcatori |  |

| Novara 11 marzo 1973 25ª giornata | Novara                       | 0 – 0 | Catania | Stadio Comunale\| Arbitro: \| Agnolin (Bassano del Grappa) \| |
| Arbitro:                          | Agnolin (Bassano del Grappa) |       |         |                                                               |

| Arbitro: | Prati (Parma) |

|             |           |           |
| Colombo 83’ | Marcatori | 39’ Paina |

| Catania 1º aprile 1973 27ª giornata | Catania          | 0 – 0 | Foggia | Stadio Cibali\| Arbitro: \| Ciacci (Firenze) \| |
| Arbitro:                            | Ciacci (Firenze) |       |        |                                                 |

| Arbitro: | Cantelli (Firenze) |

|                   |           |  |
| Fara 13’ Pepe 72’ | Marcatori |  |

| Arbitro: | Reggiani (Reggio Emilia) |

|                            |           |  |
| Francesconi 61’ Scarpa 70’ | Marcatori |  |

| Arbitro: | Lazzaroni (Milano) |

|           |           |                    |
| Viola 51’ | Marcatori | 22’, 42’ Turchetto |

| Arbitro: | Ciulli (Roma) |

|  |           |                 |
|  | Marcatori | 77’ Francesconi |

| Arbitro: | F. Lattanzi (Macerata) |

|                                 |           |  |
| Francesconi 25’ Scarpa 51’, 75’ | Marcatori |  |

| Cesena 13 maggio 1973 33ª giornata | Cesena           | 0 – 0 | Catania | Stadio La Fiorita\| Arbitro: \| Casarin (Milano) \| |
| Arbitro:                           | Casarin (Milano) |       |         |                                                     |

| Arbitro: | Serafino (Roma) |

|            |           |  |
| Scarpa 88’ | Marcatori |  |

| Arbitro: | Torelli (Milano) |

|              |           |  |
| Graziani 20’ | Marcatori |  |

| Arbitro: | Trinchieri (Reggio Emilia) |

|           |           |             |
| Gorin 40’ | Marcatori | 52’ Volpato |

| Arbitro: | Gialluisi (Barletta) |

|               |           |                        |
| Bernardis 90’ | Marcatori | 14’ Bordon 70’ Corradi |

| Arbitro: | Laurenti (Padova) |

|               |           |  |
| Ianniello 22’ | Marcatori |  |

### Coppa Italia

#### Primo turno
| Arbitro: | Turiano (Reggio Calabria) |

|  |           |             |
|  | Marcatori | 28’ Zandoli |

| Arbitro: | V. Lattanzi (Roma) |

|                             |           |              |
| Marino 6’, 34’ E. Salvi 11’ | Marcatori | 66’ Picat Re |

| Arbitro: | Trinchieri (Reggio Emilia) |

|                   |           |             |
| W. Speggiorin 82’ | Marcatori | 62’ D'Amato |

| 6 settembre 1972 4ª giornata |  | – Turno di riposo CATANIA |  |  |

| Arbitro: | Cantelli (Firenze) |

|  |           |                      |
|  | Marcatori | 61’ (rig.) G. Toschi |

## Statistiche

### Statistiche di squadra
| Competizione | Punti | In casa | In casa | In casa | In casa | In casa | In casa | In trasferta | In trasferta | In trasferta | In trasferta | In trasferta | In trasferta | Totale | Totale | Totale | Totale | Totale | Totale | DR |
| Competizione | Punti | G       | V       | N       | P       | Gf      | Gs      | G            | V            | N            | P            | Gf           | Gs           | G      | V      | N      | P      | Gf     | Gs     | DR |
| ------------ | ----- | ------- | ------- | ------- | ------- | ------- | ------- | ------------ | ------------ | ------------ | ------------ | ------------ | ------------ | ------ | ------ | ------ | ------ | ------ | ------ | -- |
| Serie B      | 43    | 19      | 11      | 6       | 2       | 21      | 6       | 19           | 3            | 9            | 7            | 8            | 14           | 38     | 14     | 15     | 9      | 29     | 20     | +9 |
| Coppa Italia | 1     | 2       | 0       | 0       | 2       | 0       | 2       | 2            | 0            | 1            | 1            | 2            | 4            | 4      | 0      | 1      | 3      | 4      | 6      | -2 |
| Totale       |       | 21      | 11      | 6       | 4       | 21      | 8       | 21           | 3            | 10           | 8            | 10           | 18           | 42     | 14     | 16     | 12     | 33     | 26     | +7 |

### Statistiche dei giocatori
| Giocatore      | Serie B  | Serie B | Coppa Italia | Coppa Italia | Totale   | Totale |
| Giocatore      | Presenze | Reti    | Presenze     | Reti         | Presenze | Reti   |
| -------------- | -------- | ------- | ------------ | ------------ | -------- | ------ |
| G. Bernardis   | 38       | 2       | 2            | 0            | 40       | 2      |
| R. Caruso      | 1        | 0       | 1            | 0            | 2        | 0      |
| F. Colombo     | 16       | 2       | 2            | 0            | 18       | 2      |
| V. D'Amato     | 20       | 3       | 4            | 1            | 24       | 4      |
| R. Fogli       | 34       | 0       | 4            | 0            | 38       | 0      |
| F. Francesconi | 36       | 9       | 4            | 0            | 40       | 9      |
| G. Gavazzi     | 6        | 0       | 2            | 0            | 8        | 0      |
| P. Ghedin      | 31       | 1       | 4            | 0            | 35       | 1      |
| C. Guasti      | 5        | 0       | 4            | 0            | 9        | 0      |
| S. Lausdei     | 4        | 0       | 2            | 0            | 6        | 0      |
| D. Lodrini     | 9        | 0       | -            | -            | 9        | 0      |
| P. Montanari   | 35       | 0       | 1            | 0            | 36       | 0      |
| L. Muraro      | 4        | -2      | 1            | -3           | 5        | -5     |
| G. Picat Re    | 26       | 2       | 4            | 1            | 30       | 3      |
| R. Rado        | 34       | -18     | 3            | -3           | 37       | -21    |
| F. Scarpa      | 23       | 4       | -            | -            | 23       | 4      |
| V. Schifilliti | -        | -       | 2            | 0            | 2        | 0      |
| G. Simonini    | 36       | 0       | 4            | 0            | 40       | 0      |
| U. Spanio      | 34       | 0       | 2            | 0            | 36       | 0      |
| C. Turchetto   | 11       | 3       | -            | -            | 11       | 3      |
| P. Vegni       | 1        | 0       | -            | -            | 1        | 0      |
| D. Ventura     | 1        | 0       | 3            | 0            | 4        | 0      |
| A. Volpato     | 36       | 2       | 2            | 0            | 38       | 2      |